# Учёт затрат
Учёт затрат (учёт затрат на производство; англ. cost accounting) — калькуляция и учёт издержек при оценивании себестоимости товарно-материальных запасов, осуществляется для измерения прибыли и для отчётов внешним структурам.

## Определение
Английский профессор Колин Друри определяет учёт затрат как калькуляцию и учёт издержек при оценивании себестоимости товарно-материальных запасов, осуществляющиеся для измерения прибыли и для отчётов внешним структурам. 
Американский профессор Чарльз Хорнгрен даёт определение, что учёт затрат — это производственный учёт, сбор, измерение и группировка финансовой и нефинансовой информации, касающейся затрат на приобретение и использование ресурсов в организации, то есть данные для управленческого и финансового учёта, являясь составной частью финансового и управленческого учета в части сбора и анализа данных о затратах предприятия.
Согласно БСЭ учёт затрат на производство — это группировка затрат, входящих в себестоимость продукции, по калькуляционным статьям.

## Учёт затрат на производство

### Задачи учёта затрат
Согласно БСЭ учёт затрат решает следующие задачи:
- обеспечивает полное и своевременное выявление всех затрат на производство;
- осуществляет контроль за выполнением заданий по снижению себестоимости, за соблюдением норм расхода сырья, материалов, топлива, энергии и т.д.;
- выявляет резервы снижения себестоимости продукции и работ;
- содействует проведению режима экономии на предприятиях.

### Бухгалтерский учёт затрат
В бухгалтерском учете производственные затраты учитываются на счетах:
- основного производства, где по кредиту счёта отражается выпуск готовой продукции по фактической себестоимости, а дебетовое сальдо счёта показывает незавершённое производство, которое определяется периодически путём инвентаризации материалов в цехах (на рабочих местах). Потери от брака учитываются на счёте Брака в производстве, а затем за вычетом возмещаемых сумм относятся на себестоимость продукции;
- вспомогательных производств, где отражаются затраты цехов, обслуживающих основные цехи (ремонтно-механический цех, транспортный цех, паросиловое хозяйство), с которого затраты относятся также в дебет счёта основного производства.

В аналитическом учёте эти счета в свою очередь подразделяются по цехам, стадиям обработки, заказам и т.д. 
Затраты на производство подразделяются на:
- прямые затраты, которые относятся непосредственно на себестоимость изделий и учитываются по дебету счёта основного производства (с кредита счетов сырья и материалов, расчётов с рабочими и служащими и другие);
- косвенные затраты, которые сначала учитываются на дебете счетов общецеховых и общезаводских расходов, а по окончании месяца эти затраты учитываются по дебету счёта основного производства, распределяются или пропорционально заработной плате производственных рабочих, или затратам на обработку, или времени работы оборудования, или весу сырья, или сметным ставкам и т.д.

### Методы учёта затрат
Согласно БСЭ методы учёта затрат бывают:
- метод простой калькуляции, когда все затраты распределятся на выпуск однородной продукции (характерен в добывающих отраслях);
- позаказный метод учёта затрат, когда затраты учитываются по заказам, крупным машинам, кораблям, мостам (характерен для индивидуального и мелкосерийного машиностроения, в обрабатывающих отраслях);
- попередельный метод учёта затрат, когда затраты учитываются сначала по переделам (процессам), а затем распределяются по изделиям, для чего рассчитывается себестоимость промежуточных полуфабрикатов (характерен в текстильном производстве, в прядение, ткачество, отделка);
- нормативный метод учёта затрат, когда затраты учитываются раздельно по нормам, отклонениям от норм и изменениям норм, где повседневный учёт отклонений от норм усиливает контроль за затратами на производство (характерен для массового машиностроения и других отраслей, где продукция состоит из разнообразных деталей).